# آلکسا باباخانیان
آلکسا باباخانیان ( انگلیسی: Alexa Babakhanian؛ زاده ۱۶ سپتامبر ۱۹۶۶) دونده زن در رشته  دونده دو استقامت اهل ارمنستان بود. در سال ۲۰۰۱ وی در رشته ماراتن زنان مسابقات جهانی دو و میدانی ۲۰۰۱ که در ادمونتون، آلبرتا کانادا برگزار می‌شد به رقابت پرداخت و با مقامی ۴۷ام رقابت را به پایان رسانید..